# Cephalaralia cephalobotrys
Cephalaralia cephalobotrys är en araliaväxtart som först beskrevs av F.Muell., och fick sitt nu gällande namn av Hermann Harms. Cephalaralia cephalobotrys ingår i släktet Cephalaralia och familjen Araliaceae. Inga underarter finns listade.